# Newtonsk fluid

Storheter som ingår i Newtons definition av viskositet

En newtonsk fluid är en vätska som har en skjuvspänning som är linjärt proportionell mot hastighetsgradienten definierad rätvinkligt från skjuvplanet.
Matematiskt tecknar man detta:
{\displaystyle \tau =\mu {\frac {\partial u}{\partial y}},}
där μ är vätskans viskositet.
En vätska är newtonsk endast om de tensorer som beskriver den viskösa spänningen och töjningshastigheten är relaterade till en konstant viskositetstensor som inte beror på spänningstillståndet och flödets hastighet. Om vätskan också är isotrop (det vill säga dess mekaniska egenskaper är desamma längs vilken riktning som helst), minskar viskositetstensorn till två reella koefficienter, vilket beskriver vätskans motstånd mot kontinuerlig skjuvdeformation respektive kontinuerlig kompression eller expansion. 
Newtonska vätskor är de enklaste matematiska modellerna av vätskor som står för viskositeten. Även om ingen riktig vätska passar definitionen perfekt, kan många vanliga vätskor och gaser, såsom vatten och luft, antas vara newtonska för praktiska beräkningar under vanliga förhållanden. Emellertid är icke-newtonska vätskor relativt vanliga och inkluderar oobleck (som blir styvare när den skärs kraftigt) och icke-droppande färg (som blir tunnare när den klipps). Andra exempel är många polymerlösningar (som uppvisar Weissenberg-effekten), smälta polymerer, många fasta suspensioner, blod och de flesta högviskösa vätskor.
Newtonska vätskor är uppkallade efter Isaac Newton, som först använde differentialekvationen för att förutsäga sambandet mellan skjuvtöjningshastigheten och skjuvspänningen för sådana vätskor.

## Definition
Ett element i en strömmande vätska eller gas kommer att motstå krafter från den omgivande vätskan, som viskösa spänningskrafter som gör att den gradvis deformeras över tiden. Dessa krafter kan matematiskt approximeras av första ordningen med en viskös spänningstensor, vanligtvis beteck nad med {\displaystyle \tau }.
Deformationen av ett vätskeelement, i förhållande till något tidigare tillstånd, kan approximeras av första ordningen genom en töjningstensor som förändras med tiden. Tidsderivatan av den tensorn är töjningshastighetstensorn, som uttrycker hur elementets deformation förändras med tiden och är också gradienten för hastighetsvektorfältet {\displaystyle v} vid den punkten, ofta betecknad {\displaystyle \nabla v}.
Tensorerna {\displaystyle \tau } och {\displaystyle \nabla v} kan uttryckas med 3×3 matriser, i förhållande till valfritt koordinatsystem. Vätskan sägs vara newtonsk om dessa matriser är relaterade med ekvationen {\displaystyle {\boldsymbol {\tau }}={\boldsymbol {\mu }}(\nabla v)} där {\displaystyle \mu } är en fast 3×3×3×3 fjärde ordningens tensor som inte beror på vätskans hastighet eller spänningstillstånd.

## Exempel
Vatten, luft, alkohol, glycerol och tunn motorolja är alla exempel på newtonska vätskor över intervallet av skjuvspänningar och skjuvhastigheter som man möter i vardagen. Enfasvätskor som består av små molekyler är i allmänhet (men inte uteslutande) Newtonska.